# Sambassadeur
Sambassadeur ist eine Indie-Pop-Band aus Göteborg, Schweden.

## Geschichte
Im Herbst 2003 gründeten Anna Persson, Joachim Läckberg und Daniel Permbo in der Kleinstadt Skövde Sambassadeur. Im selben Jahr kam noch Daniel Tolergård aus Göteborg zur Band. Eine dauerhafte Besetzung am Schlagzeug konnte sich bisher nicht finden. 2004 zogen die Musiker nach Göteborg und traten in Kontakt mit dem schwedischen Plattenlabel Labrador Records, das die Gruppe schließlich 2005 unter Vertrag nahm und die EPs Between the Lines und New Moon veröffentlichte. Noch im selben Jahr erschien das selbstbetitelte Debütalbum, das in der Indieszene für Aufmerksamkeit sorgte und gute Kritiken erhielt. Die Band hatte allerdings die Songs auf einfachen Aufnahmegeräten eingespielt, wodurch die Qualität der Produktion stark gemindert wurde. All das brachte der Band letztlich den Ruf eines Lo-Fi-Twee-Pop-Acts ein, was aber keineswegs beabsichtigt war. 2006 folgte die EP Coastal Affairs, die nun erheblich sorgfältiger und aufwendiger produziert wurde. Eine Konzerttournee brachte die Band 2006 auch nach Deutschland.
Im Sommer 2007 begaben sich die Bandmitglieder erneut ins Studio, um den zweiten Longplayer mit dem Titel Migration aufzunehmen, der Ende 2007 veröffentlicht wurde. Als Single wurde Subtle Changes ausgekoppelt. 2008 erschien mit Final Say die nächste Single, die von Pitchfork Media wieder positiv aufgenommen wurde. 2009 verbrachte die Band wieder häufig im Aufnahmestudio, um ihr neues Album European einzuspielen, das im Februar 2010 im Internet und auf Tonträger bei Labrador veröffentlicht wurde. Als Single war vorab der Titel Days erschienen.

## Trivia
- Die Band benannte sich nach dem Song Les Sambassadeurs von Serge Gainsbourg.
- Der Titel La chanson de prévert auf dem Album Sambassadeur stammt ebenfalls von Serge Gainsbourg.
- Die meisten Songs werden gemeinsam von Anna Persson und Joachim Läckberg komponiert und getextet.
- Ihren ersten Auftritt hatte die Band 2004 im Klubb Mono bei Bommens Salonger in Göteborg.
- Bei der Konzerttournee 2007 saß Max Sjöholm von Douglas Heart am Sambassadeur-Schlagzeug.

## Diskografie

### Alben
- 2005: Sambassadeur (Labrador)
- 2007: Migration  (Labrador)
- 2010: European (Labrador)
- 2019: Survival (European Records)

### EPs
- 2005: Between the Lines (Labrador)
- 2005: New Moon (Labrador)
- 2006: Coastal Affairs (Labrador)

### Singles
- 2007: Subtle Changes (Labrador)
- 2008: Final Say (Labrador)
- 2010: Days (Labrador)